# Chrysasura meeki
Chrysasura meeki là một loài bướm đêm thuộc phân họ Arctiinae, họ Erebidae.